# Polizeidepartement am Innenministerium Litauens

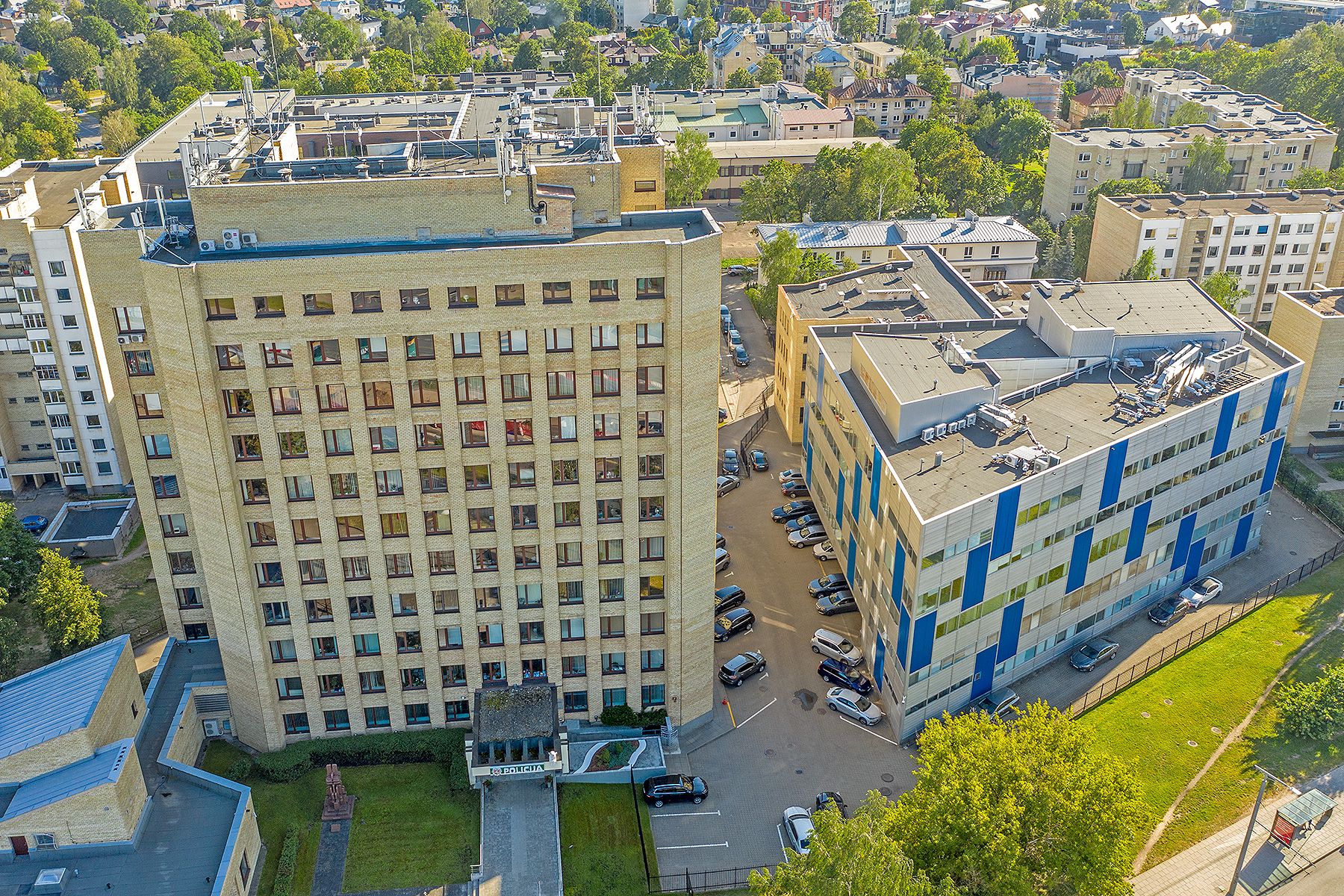
Departement

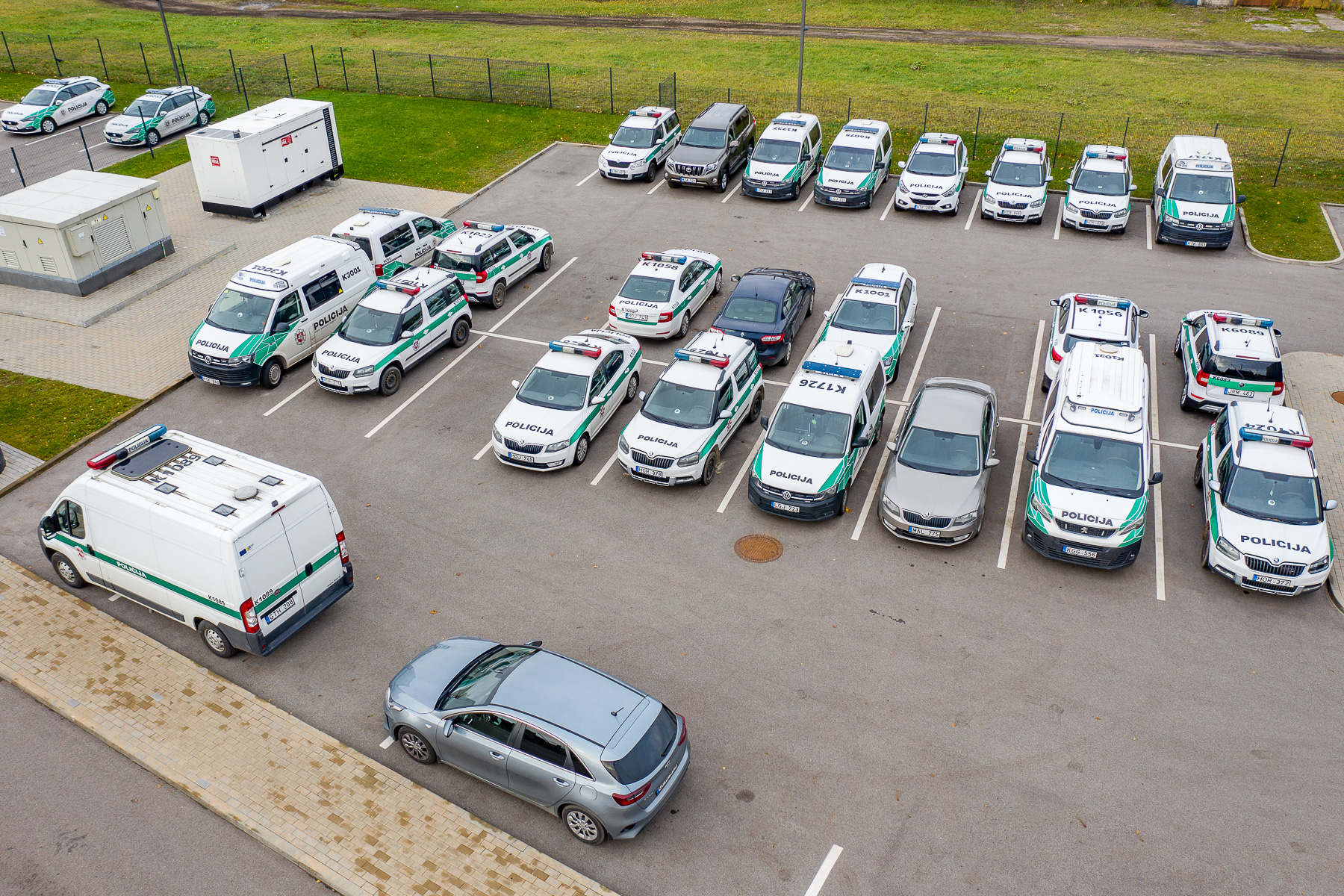
Litauische Streifenwagen

Das Polizeidepartement am Innenministerium Litauens (lit. Policijos departamentas prie Lietuvos Respublikos vidaus reikalų ministerijos) ist die zentrale Behörde der Polizei Litauens. Das seit 1990 bestehende Departement untersteht dem Innenministerium Litauens. Der Sitz der Behörde ist in der litauischen Hauptstadt Vilnius, im Stadtteil Saltoniškės (Bezirk Žvėrynas), Saltoniškių gatvė 19. Das Polizeidepartement ist ein leitendes Bindeglied zwischen allen litauischen Polizeistrukturen (16 unterstellte Unterbehörden). 2014 gab es 170 Mitarbeiter im Zentralapparat des Polizeidepartements.

## Leitung
- Polizeigeneralkommissar (seit November 2014): Linas Pernavas (* 1976)
- Stellvertretende Polizeigeneralkommissare: Algirdas Stončaitis und Renatas Požėla